# Sant’Eufemia-bazilika (Milánó)
A Sant’Eufemia (Corso Italia) egy milánói bazilika.

## Története
A bazilikát valószínűleg 472-ben alapította Senatore da Settala milánói püspök. A templomot a 15. században átépítették román stílusban, majd később barokkosították. Az eredeti román stílust a legtisztábban az apszis őrizte meg. 1870-ben Enrico Terzaghi építette meg a templom előcsarnokát.

## Leírása
A templombelsőt 20. századi freskók, festmények és szobrok díszítik.